# Хяэдемеэсте (волость)
Хяэдемеэсте (эст. Häädemeeste vald) — бывшая волость в Эстонии, в составе уезда Пярнумаа.

## Положение
Площадь волости — 390,2 км², численность населения на 1 января 2006 года составляла 3123 человек.
Административный центр волости — посёлок Хяэдемеэсте. В состав волости входили один посёлок и 20 деревень.
Волость была образована 6 декабря 1990 года.